# UNC5CL
UNC5CL‏ (Unc-5 family C-terminal like) هوَ بروتين يُشَفر بواسطة جين UNC5CL في الإنسان.